# Le Mystère de Sittaford
Le Mystère de Sittaford (The Sittaford Mystery) est un téléfilm britannique de la série Miss Marple, initialement diffusé le 30 avril 2006 en Grande-Bretagne.
Le téléfilm est une adaptation du roman Cinq Heures vingt-cinq publié en 1931.

## Synopsis
Le capitaine Clive Trevelyan est pressenti pour prendre la succession de Winston Churchill à la tête du Parti conservateur, mais cela ne semble guère l'intéresser. Cet homme solitaire, qui semble porter un lourd secret, décide de passer la nuit dans un hôtel de la ville voisine. Le soir même, l'une des clientes convoque les esprits, et ces derniers les préviennent que quelqu'un va mourir le soir même. Tout d'un coup, il y a une panne de courant. Ils recommencent à convoquer les esprits qui leur annoncent la mort de Trevelyan. Le lendemain, on le retrouve assassiné dans sa chambre, avec un scorpion égyptien en or, à côté de lui.

## Fiche technique
- Titre français : Le Mystère de Sittaford
- Titre original (anglais) : The Sittaford Mystery
- Réalisation : Paul Unwin
  - Assistants réalisateurs : Marcus Catlin, Scott Bates, Adam Jerkins
- Scénario et adaptation : Stephen Chrurchett d'après le roman d'Agatha Christie, Cinq heures vingt-cinq (The Sittaford Mystery)
- Production : 
  - Directeur de production : Bill Shephard
  - Chargé de production : John Williams
  - Société de production :
  - Producteur : Matthew Read
  - Producteurs exécutifs : Rebecca Eaton, Phyl Clymer, Michele Buck, Damien Timmer
- Musique : Dominique Sherrer
- Durée : 93 min
- Première diffusion : 30 avril 2006
- Ordre dans la série : Saison 2 épisode 4/4

## Distribution
- Geraldine McEwan  (VF : Lily Baron) : Miss Marple
- Timothy Dalton  (VF : Edgar Givry) : Clive Trevelyan
- Robert Hickson : Arthur Hopkins
- Robert Hardy : Winston Churchill
- Laurence Fox  (VF : Fabien Jacquelin) : James Pearson
- James Murray  (VF : Nessym Guetat): Charles Burnaby
- Ian Hallard : Le journaliste
- Zoe Telford  (VF : Sabeline Amaury) : Emily Trefusis
- Jeffrey Kissoon : Ahmed Ghali
- Mel Smith : John Enderby
- Rita Tushingham : Miss Elizabeth Percehouse
- James Wilby : Stanley Kirkwood
- Paul Kaye : Le Docteur Ambrose Burt
- Michael Brandon : Martin Zimmerman
- Carey Mulligan : Violet Willet
- Patricia Hodge : Mme Evadne Willet
- Matthew Kelly : Donald Garfield
- Michael Attwell : Archie Stone

## Post synchronisation française
- Lily Baron : Miss Marple
- Nessym Guetat
- Saïd Amadis : Ahmed Ghali
- Fabien Jacquelin
- Lionel Tua
- Sabeline Amaury
- Edgar Givry : Clive Trevelyan
- Roger Lumont
- Edwige Lemoine
- Philippe Dumont
- Françoise Pavy

Adaptation : Amanda Paquier
Direction artistique : Georges Caudron